# Греъм Пол
Греъм Пол (на английски: Graham Poll) е английски футболен съдия. Роден на 29 юли 1963, той е висок 184 см.
Греъм Пол е рефер от 1 януари 1996 г. Първата международна среща, която ръководи, е мачът между Азербайджан и Финландия, който се състои на 2 април 1997 г.
Известен е с това, че на мача от груповата фаза на Мондиал 2006 между Австралия и Хърватия показва 3 жълти картона на защитника на хърватите Йосип Шимунич преди да го изгони.